# Prionocera bergrothi
Prionocera bergrothi är en tvåvingeart som först beskrevs av Samuel Wendell Williston  1893.  Prionocera bergrothi ingår i släktet Prionocera och familjen storharkrankar. Inga underarter finns listade i Catalogue of Life.